# Röviduszonyú makócápa
A röviduszonyú makócápa (Isurus oxyrinchus) a porcos halak (Chondrichthyes) osztályának heringcápa-alakúak (Lamniformes) rendjébe, ezen belül a heringcápafélék (Lamnidae) családjába tartozó faj.
Nemének a típusfaja.

## Előfordulása
A röviduszonyú makócápa kozmopolita hal, mivel a Föld összes mérsékelt övi és trópusi tengerében megtalálható. Az Atlanti-óceán nyugati felén, elterjedési területe a Maine-öböltől a Mexikói-öblön és a Karib-tengeren keresztül, egészen Dél-Brazíliáig és Argentínáig tart. Ugyanez óceán keleti felén, Norvégiától a Dél-afrikai Köztársaságig található meg, beleértve az Északi- és Földközi-tengereket is. Más előfordulási helyei, Kelet-Afrikátóll Hawaiig, valamint az oroszországi Tengermelléki határterülettől (Primorszkij kraj) Ausztráliáig és Új-Zélandig találhatók. A Csendes-óceán keleti részén az Aleut-szigetektől délre, egészen Dél-Kaliforniáig és Chiléig lelhető meg.

## Megjelenése
Ez a cápafaj egyes források szerint általában 270, míg mások szerint 320 centiméter hosszú, de egyes források szerint akár 380 centiméteresre és 570 kilogramm tömegűre, míg mások szerint 400 centiméteresre és 505,8 kilogramm tömegűre is megnőhet. 275-285 centiméteresen számít felnőttnek. A röviduszonyú makócápa nagy teste palack alakú, pofájának elülső része kihegyesedett. Szemei nagyok és feketék. Szájában nagy, keskeny fogai vannak. A fogak horogszerűek és sima oldalúak. Farokúszója félhold alakú, az alsó nyúlványa fejlett. Háti része sötétkék, hasi része fehér. A második hátúszója és a farok alatti úszói nagyon kicsik.

## Életmódja
Mérsékelt övi és trópusi ragadozó halfaj, amely 740 méter mélyre is leúszhat, azonban a legtöbbször, csak 100-150 méter mélyben tartózkodik. Általában a nyílt tengert kedveli, de a partközelben is vadászhat. A kisebb példányok főleg csontos halakkal, egyéb cápákkal és fejlábúakkal táplálkoznak, míg a nagyobb egyedek vitorláskardoshal-félékre, kardhalra és kisebb testű cetekre is vadászhatnak. Az emberre is veszélyt jelent. Sok cápatámadás történt már, néhányért ez a cápa is felelős. A 16 Celsius-fokos vízben érzi jól magát. Legfeljebb 32 évig él.

## Szaporodása

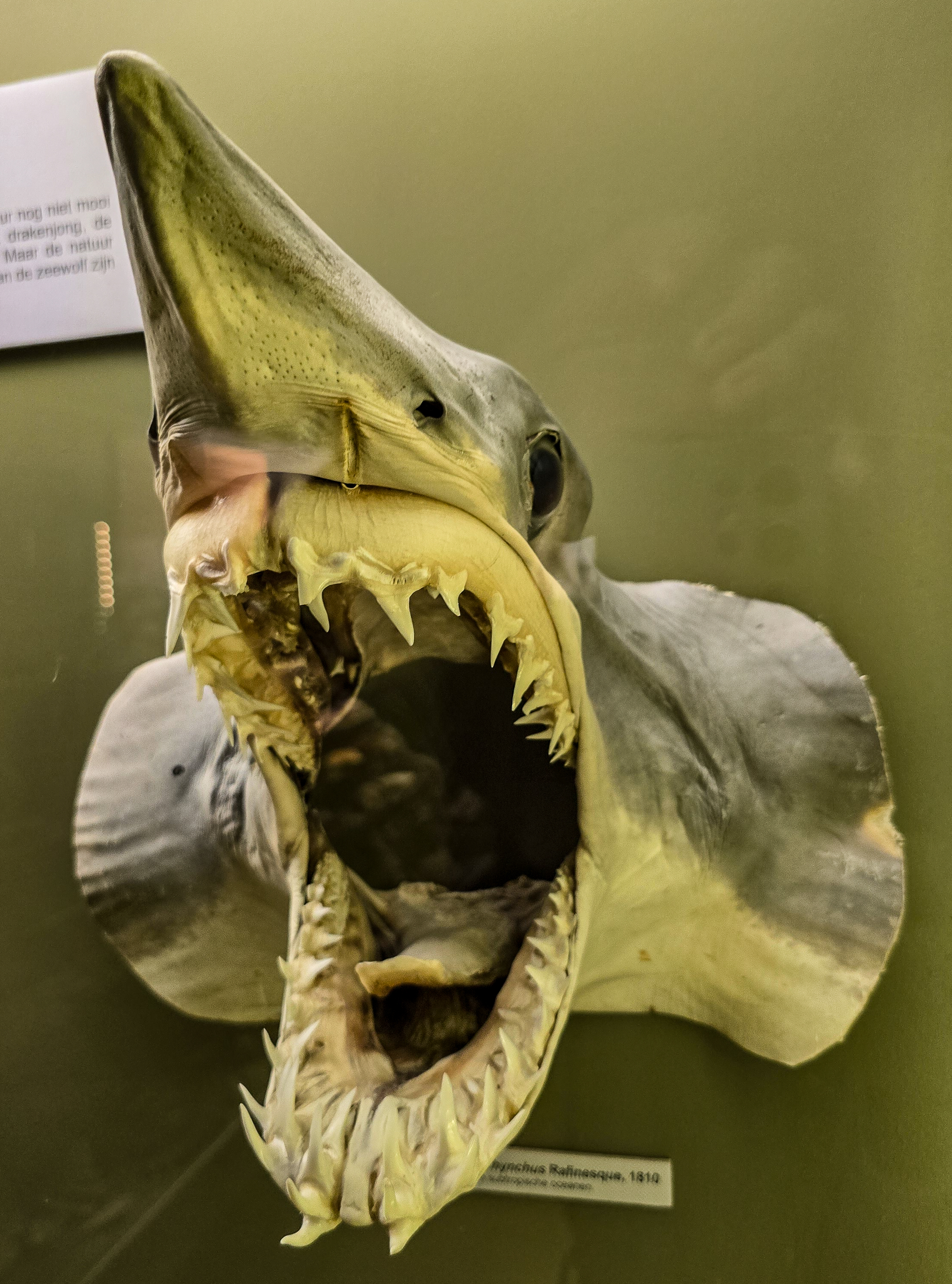
1810-es preparátum a Scheveningen Múzeumban

A röviduszonyú makócápa ál-elevenszülő, vagyis a hím által megtermékenyített peték, a nőstény petefészek vezetékének üregében fejlődnek ki. A kis cápák a vemhesség alatt a szikzacskóból és a terméketlen petékből táplálkoznak. A vemhesség 15-18 hónapig tart. Az alom 4-16 kis cápából áll, amelyeknek hossza 60-70 centiméter között lehet. Három évenként szaporodnak. A mitokondriális DNS vizsgálatok, azt mutatják, hogy a hímek vándorolnak, a nőstények pedig szülőhelyeiken maradnak. A különböző nemű állatok csak a szaporodási időszakban vegyülnek.

## Felhasználása
Meglehet, hogy a leggyorsabb cápafaj. Ha horogra kerül, ki-kiszökik a vízből. A sporthorgászok egyik kedvenc zsákmánya. Habár halászhajókkal is halásszák, nem ipari mértékben. Frissen, szárítva, füstölve, sózva vagy fagyasztva árusítják; főzve és sülve fogyasztható. Úszóiból cápauszonyleves készül. Bőrét, olaját hasznosítják. Állkapcsait és fogait emléktárgyként árusítják. Az emberre nézve veszélyes lehet, ha nincs is provokálva. Úszókra és hajókra is támadott.